# 香兰站
香兰站，位于黑龙江省佳木斯市汤原县香兰镇，是绥佳铁路的沿线车站。建于1941年，为三等站。本站目前办理客运业务。